# Lebucquière
Lebucquière è un comune francese di 233 abitanti situato nel dipartimento del Passo di Calais nella regione dell'Alta Francia.

## Storia

### Simboli
L'amministrazione comunale ha adottato come proprio stemma quello dei Lallart di Le Bucquière, un tempo Allart, che assursero alla nobiltà nel 1788. Essi furono gli ultimi titolari della signoria di Camblain-l'Abbé e anche questo comune ha ripreso il loro stemma cambiando però il colore delle stelle e della mezzaluna da nero ad azzurro.

### Onorificenze
- Croix de guerre 1914-1918

## Società

### Evoluzione demografica
Abitanti censiti